# Hemibracon abunensis
Hemibracon abunensis är en stekelart som först beskrevs av Charles Thomas Brues 1912.  Hemibracon abunensis ingår i släktet Hemibracon och familjen bracksteklar. Inga underarter finns listade i Catalogue of Life.